# Felix Weber (Volleyballspieler)
Felix Weber (* 2. September 1989 in Wiesbaden als Felix Isaak) ist ein deutscher Volleyballspieler. Er erreichte mit evivo Düren das Pokalfinale und zwei dritte Plätze in der Meisterschaft. Danach spielte er sechs Jahre lang beim TV Rottenburg und hatte Einsätze in der Nationalmannschaft. In der Saison 2020/21 ist er Co-Trainer des TV Rottenburg in der Dritten Liga Süd.

## Karriere
Isaak begann seine sportliche Karriere in der Leichtathletik und war dabei im Hochsprung erfolgreich. Durch die Teilnahme an einer Volleyball-AG, die seine Mutter am Haßlocher Hannah-Arendt-Gymnasium leitete, entdeckte er seine Vorliebe für diesen Sport. Wenig später spielte er beim VBC Haßloch. 2003 wechselte er zum TSV Speyer, wo er von der fünften Mannschaft ins Regionalliga-Team aufstieg. Von 2005 bis 2008 wurde er am Volleyball-Internat in Frankfurt am Main weiter ausgebildet und spielte in der Zweiten Liga. Ab 2004 absolvierte der Mittelblocker 60 Länderspiele für die deutsche Junioren-Nationalmannschaft. Er nahm an einer Europameisterschaft und 2007 an der Junioren-WM in Mexiko teil.
2008 wechselte Isaak zum Bundesligisten evivo Düren. In seiner ersten Saison 2008/09 erreichte er mit der Mannschaft jeweils das Viertelfinale im DVV-Pokal und in den Bundesliga-Playoffs. 2010 stand er mit dem Verein im DVV-Pokalfinale, das gegen Generali Haching verloren ging. In der Liga wurde Düren nach dem Halbfinal-Aus gegen denselben Gegner Dritter. In der Saison 2010/11 unterlag die Mannschaft im Pokal-Viertelfinale und im Bundesliga-Halbfinale jeweils dem VfB Friedrichshafen.
Danach wechselte Isaak zum Ligakonkurrenten TV Rottenburg. Nach einer erfolglosen ersten Saison mit dem Aus im Pokal-Achtelfinale und dem zehnten Rang in der Bundesliga erreichte er mit dem Verein in der Saison 2012/13 das Pokal-Halbfinale und das Viertelfinale der Bundesliga-Playoffs. Im Sommer 2013 hatten Isaak zwei Einsätze in der deutschen Nationalmannschaft. Die beiden folgenden Spielzeiten endeten für den TVR in beiden Wettbewerben jeweils im Viertelfinale. Auch 2015/16 kam Rottenburg wieder ins Pokal-Viertelfinale, verpasste aber als Bundesliga-Zehnter die Playoffs. In der Saison 2016/17 musste sich die Mannschaft im Pokal-Achtelfinale geschlagen geben und kam in der Liga nicht über den neunten Rang hinaus.
2017 wechselte Isaak zum französischen Zweitligisten Cambrai Volley. Dort spielte er bis 2019. Anschließend kehrte er zurück nach Rottenburg.
In der Saison 2020/21 ist der ehemalige Bundesligaspieler, der mittlerweile Felix Weber heißt, als Co-Trainer des TV Rottenburg in der Dritten Liga Süd aktiv.
Seit der Saison 2023/2024 ist Felix Weber als Co-Trainer und Block im TV Rottenburg Aktiv. Neben seiner Laufbahn als ehemaliger Volleyball Nationalspieler, ist Weber Hauptberuflich als Lehrer am Sankt Meinrad Gymnasium Rottenburg tätig und hat zwei Kinder.